# Live Killers
Live Killers è un album dal vivo del gruppo musicale britannico Queen, pubblicato il 22 giugno 1979.

## Storia
Venne registrato dal vivo durante il tour promozionale tenuto dopo l'uscita del precedente album, Jazz. La copertina è una foto della band in controluce del mastodontico impianto luci soprannominato "forno per pizze" (costituito da luci verdi, bianche e rosse). L'album fu fortemente voluto dalla casa discografica che voleva contrastare l'ondata di bootleg in continua crescita in tutto il mondo. Nonostante le ottime vendite, l'album non risultò molto gradito al batterista Roger Taylor: riteneva, infatti, che le registrazioni non fossero all'altezza della band. Questo album rappresenta anche l'ultima tappa musicale di un sound più orientato verso l'hard rock. Dall'album successivo il gruppo abbandonò il motto "no synthesizers", alternando il rock all'elettronica.

## Tracce
CD 1
Lato A
1. We Will Rock You (Fast) – 3:29 (Brian May)
2. Let Me Entertain You – 3:04 (Freddie Mercury)
3. Death on Two Legs – 3:32 (Mercury)
4. Killer Queen – 1:59 (Mercury)
5. Bicycle Race – 1:29 (Mercury)
6. I'm in Love with My Car – 2:01 (Roger Taylor)
7. Get Down, Make Love – 4:31 (Mercury)
8. You're My Best Friend – 2:07 (John Deacon)

Lato B
1. Now I'm Here – 8:44 (May)
2. Dreamer's Ball – 3:42 (May)
3. Love of My Life – 4:59 (Mercury)
4. '39 – 3:26 (May)
5. Keep Yourself Alive – 4:03 (May)

CD 2
Lato A
1. Don't Stop Me Now – 4:28 (Mercury)
2. Spread Your Wings – 5:14 (Deacon)
3. Brighton Rock – 12:13 (May)

Lato B
1. Bohemian Rhapsody – 5:51 (Mercury)
2. Tie Your Mother Down – 3:43 (May)
3. Sheer Heart Attack – 3:36 (Taylor)
4. We Will Rock You – 2:48 (May)
5. We Are the Champions – 3:27 (Mercury)
6. God Save the Queen – 1:33 (tradizionale, arrangiamento May)

## Formazione
- Freddie Mercury – voce, pianoforte
- Brian May – chitarra, cori, chitarra de 12 cordi en '39
- John Deacon – basso, triangolo, cori
- Roger Taylor – batteria, tamburello, timpani, cori; voce in I'm in Love with My Car

## Classifiche

### Classifiche settimanali
| Classifica (1979) | Posizione massima |
| ----------------- | ----------------- |
| Australia         | 25                |
| Austria           | 3                 |
| Canada            | 16                |
| Germania          | 4                 |
| Giappone          | 9                 |
| Norvegia          | 10                |
| Nuova Zelanda     | 21                |
| Paesi Bassi       | 9                 |
| Regno Unito       | 3                 |
| Stati Uniti       | 16                |
| Svezia            | 15                |
| Svizzera          | 9                 |

### Classifiche di fine anno
| Classifica (1979) | Posizione |
| ----------------- | --------- |
| Austria           | 16        |
| Germania          | 31        |
| Regno Unito       | 39        |